# Municipio de Blooming Grove (Minnesota)
El municipio de Blooming Grove (en inglés: Blooming Grove Township) es un municipio ubicado en el condado de Waseca en el estado estadounidense de Minnesota. En el año 2010 tenía una población de 525 habitantes y una densidad poblacional de 5,62 personas por km².

## Geografía
El municipio de Blooming Grove se encuentra ubicado en las coordenadas 44°9′36″N 93°27′25″O / 44.16000, -93.45694. Según la Oficina del Censo de los Estados Unidos, el municipio tiene una superficie total de 93.34 km², de la cual 92,46 km² corresponden a tierra firme y (0,94 %) 0,88 km² es agua.

## Demografía
Según el censo de 2010, había 525 personas residiendo en el municipio de Blooming Grove. La densidad de población era de 5,62 hab./km². De los 525 habitantes, el municipio de Blooming Grove estaba compuesto por el 98,67 % blancos, el 0,38 % eran asiáticos, el 0,19 % eran isleños del Pacífico, el 0,19 % eran de otras razas y el 0,57 % eran de una mezcla de razas. Del total de la población el 1,52 % eran hispanos o latinos de cualquier raza.